# Appelez-moi Lise
 (mai 2017).
Si vous disposez d'ouvrages ou d'articles de référence ou si vous connaissez des sites web de qualité traitant du thème abordé ici, merci de compléter l'article en donnant les références utiles à sa vérifiabilité et en les liant à la section « Notes et références ».
Appelez-moi Lise est une émission de télévision québécoise quotidienne animée par Lise Payette, coanimée par Jacques Fauteux et diffusé du 18 septembre 1972 jusqu'en 1976 à la Télévision de Radio-Canada.
L'émission a présenté le Gala du plus bel homme du Canada en direct de la Place des Arts. 
La réalisation de l'émission était de Jean Bissonnette.